# Rima San Giuseppe
Rima San Giuseppe é uma comuna italiana da região do Piemonte, província de Vercelli, com cerca de 85 habitantes. Estende-se por uma área de 34 km², tendo uma densidade populacional de 2 hab/km². Faz fronteira com Alagna Valsesia, Boccioleto, Carcoforo, Macugnaga (VB), Mollia, Rimasco, Riva Valdobbia.

## Demografia
| Variação demográfica do município entre 1861 e 2011                               |
|                                                                                   |
| Fonte: Istituto Nazionale di Statistica (ISTAT) - Elaboração gráfica da Wikipedia |